# Coenolarentia
Coenolarentia là một chi bướm đêm thuộc họ Geometridae.